# Mispila siporensis
Mispila siporensis är en skalbaggsart som beskrevs av Stefan von Breuning 1939. Mispila siporensis ingår i släktet Mispila och familjen långhorningar. Inga underarter finns listade i Catalogue of Life.